# Santiago (ort i Costa Rica, San José)
Santiago är en ort i Costa Rica.   Den ligger i provinsen San José, i den centrala delen av landet, 27 km väster om huvudstaden San José. Santiago ligger 1 109 meter över havet och antalet invånare är 8 292.
Terrängen runt Santiago är huvudsakligen kuperad. Santiago ligger uppe på en höjd. Runt Santiago är det ganska tätbefolkat, med 60 invånare per kvadratkilometer. Närmaste större samhälle är San Rafael Abajo, 3,1 km sydost om Santiago. I omgivningarna runt Santiago växer i huvudsak städsegrön lövskog.